# Farsa d'Àvila
El 5 de juliol de 1465, en un lloc als voltants d'Àvila, un grup de grans nobles castellans va deposar en efígie al rei Enric IV de Castella i va proclamar rei en el seu lloc al seu mig germà l'infant Alfons. Aquesta cerimònia va ser anomenada pels seus detractors "la farsa d'Àvila" i amb aquest nom ha passat a la història.

## Antecedents
Durant el regnat d'Enric IV els diversos bàndols nobiliaris van lluitar entre ells i contra el rei per tal d'acaparar parcel·les de poder. El poderós marquès de Villena estava descontentament amb el tracte de favor d'Enric als seus rivals els Mendoza i el valgut Beltrán de la Cueva. El marquès va formar una aliança contra el rei juntament amb els arquebisbes de Toledo, Sevilla i Santiago, la família Enríquez, els comtes de Plasència i d'Alba i altres nobles i eclesiàstics menors.
L'11 de desembre de 1464 la "lliga antienric" va donar un ultimàtum: si el rei no rectificava en el seu comportament i es desfeia del seu govern, el destituirien. Enric va tractar de negociar però no hi va haver acord i el rei va ser deposat, primer a Plasència el 27 d'abril de 1465 i a continuació a Àvila el 5 de juny.

## Desenvolupament de la cerimònia
Sobre una gran tarima visible des de gran distància, els conjurats van col·locar una estàtua de fusta que representava al rei vestit de dol i abillat amb la corona, el bastó i l'espasa reals.
En la cerimònia estaven presents Alfonso Carrillo arquebisbe de Toledo, el marquès de Villena, el comte de Plasencia, el comte de Benavente i altres cavallers de menys estatus, a més d'un públic compost per persones del poble. També es trobava allà l'infant Alfons, que en aquells dies contava només 13 anys.
Es va celebrar una missa i, una vegada acabada, els rebels van pujar a la tarima i van llegir una declaració amb tots els greuges dels quals acusaven a Enric IV. Segons ells, el rei mostrava simpatia pels musulmans, era homosexual, tenia un caràcter pacífic i, l'acusació més greu, no era el veritable pare de la princesa Joana, a la qual per tant negaven el dret a heretar el tron.
Després del discurs, l'arquebisbe de Toledo li va llevar a l'efígie la corona, símbol de la dignitat real. Després el comte de Plasencia li va llevar l'espasa, símbol de l'administració de justícia, i el comte de Benavente li va llevar el bastó, símbol del govern. Finalment, Diego López de Zúñiga, germà del comte de Plasencia, va derrocar l'estàtua cridant "A terra, puto!".
Seguidament van pujar a l'infant Alfons a la tarima, el van proclamar rei al crit de "Castella, pel rei don Alfons!".

## Conseqüències
El nou rei Alfons XII va ser considerat un titella en mans del marquès de Villena i no va ser acceptat per una gran part del país, que es va mantenir lleial a Enric IV. La situació va degenerar en una guerra civil que va durar fins a la mort d'Alfons el 1468 i la submissió de la seva germana Isabel a l'autoritat d'Enric. Més endavant, el marquès de Villena i els seus parents i aliats van trencar amb Isabel i, al morir Enric en 1474, van donar a la princesa Joana com a hereva al tron. Va esclatar així la Segona Guerra de Successió castellana, que es perllongaria fins a 1479.